# Ioda TR
La Ioda TR è una motocicletta da competizione progettata dalla IodaRacing Project per correre nella classe Moto3. I modelli per la Moto3 sono la TR001, TR002 e TR004, mentre la TR003 è la denominazione utilizzata per la motocicletta per la classe MotoGP (sviluppata con il regolamento CRT).

## Descrizione
Il telaio è un bitrave in alluminio, anche il forcellone è in alluminio, il motore utilizzato è differente per ogni TR, la 001 utilizza un TM Racing, la 002 un EMIR GP3 e la 004 usa il motore della Honda NSF 250 R, per lo scarico con la 001 e la 002 si utilizza una soluzione Arrow, l'impianto frenante originariamente è monodisco sia all'anteriore che al posteriore, con la 002 e 004 si utilizza un impianto anteriore bidisco.
La presa d'aria è ricavata sul cupolino, ma con la 001 la presa d'aria è sagomata sulla parte inferiore del cupolino, con la 002 e 004 è interamente sagomata sul cupolino con una forma ellittica, in tutti i casi il condotto d'aria passa al di sotto del telaio, le carenature hanno linee morbide e solo con la 001 erano presenti i sfoghi laterali del radiatore, il serbatoio inizialmente molto rastremato e con linee dure, diventa più tondeggiante con le versioni successive, il codino inizialmente molto rastremato e che lascia il telaio posteriore scoperto, con la 002 diventa molto tondeggiante e copre quasi completamente il telaio posteriore, con la 004 copre completamente il telaio posteriore e diventa leggermente più squadrato nelle forme.

## Campionati
La TR001 ha partecipato ai campionati nazionali del 2011, la TR002 ai campionati mondiali del 2012, mentre la TR004 che ha debuttato il 13 giugno 2013 sul circuito del Montmelò, è stata utilizzata nel campionato Europeo Velocità del 2014 da Jorge Navarro del team Machado